# 다치바나촌 (에히메현 오치군)
다치바나촌(立花村)은 에히메현 오치군에 설치되었던 촌이다. 현재의 이마바리시에 해당한다.

## 교통
남북으로 국철인 요산선이 지나갔으나 마을 내에는 역은 없었다.